# Thomas Mardal
Thomas Mardal (* 16. April 1997 in Gloppen) ist ein norwegischer Leichtathlet, der sich auf den Hammerwurf spezialisiert hat. Er ist der Sohn von Ole Morten Mardal, der selbst als Weitspringer aktiv war.

## Sportliche Laufbahn
Erste internationale Erfahrungen sammelte Thomas Mardal im Jahr 2015, als er bei den Junioreneuropameisterschaften in Eskilstuna mit einer Weite von 52,31 m in der Qualifikationsrunde im Diskuswurf ausschied. Im Jahr darauf verpasste er bei den U20-Weltmeisterschaften in Bydgoszcz mit 55,82 m den Finaleinzug und 2017 belegte er bei den U23-Europameisterschaften ebendort mit 68,28 m den zehnten Platz im Hammerwurf. Zudem begann er ein Studium an der University of Florida. 2021 wurde er NCAA-Collegemeister im Hammerwurf und im Jahr darauf schied er bei den Weltmeisterschaften in Eugene mit 72,90 m in der Qualifikationsrunde im Hammerwurf aus. Zudem verpasste er bei den Europameisterschaften in München mit 68,56 m den Finaleinzug. 2023 siegte er mit 77,46 m bei den Trond Mohn Games und wurde dann bei der 2. Liga der Team-Europameisterschaft im Rahmen der Europaspielen in Chorzów mit 76,50 m Zweiter und sicherte sich damit ligenübergreifend die Bronzemedaille hinter dem Polen Wojciech Nowicki und Mychajlo Kochan aus der Ukraine. Im August schied er bei den Weltmeisterschaften in Budapest mit 73,13 m in der Qualifikationsrunde aus. Im Jahr darauf verpasste er bei den Europameisterschaften in Rom mit 71,16 m den Finaleinzug.
2023 wurde Mardal norwegischer Meister im Hammerwurf.